# Билиці (Мазовецьке воєводство)
Билиці (пол. Bylice) — село в Польщі, у гміні Сьверче Пултуського повіту Мазовецького воєводства.
Населення — 87 осіб (2011).
У 1975-1998 роках село належало до Цехановського воєводства.

## Демографія
Демографічна структура станом на 31 березня 2011 року:
|          | Загалом | Допрацездатний вік | Працездатний вік | Постпрацездатний вік |
| -------- | ------- | ------------------ | ---------------- | -------------------- |
| Чоловіки | 42      | 13                 | 27               | 2                    |
| Жінки    | 45      | 13                 | 26               | 6                    |
| Разом    | 87      | 26                 | 53               | 8                    |